# Ati-Atihanfestival

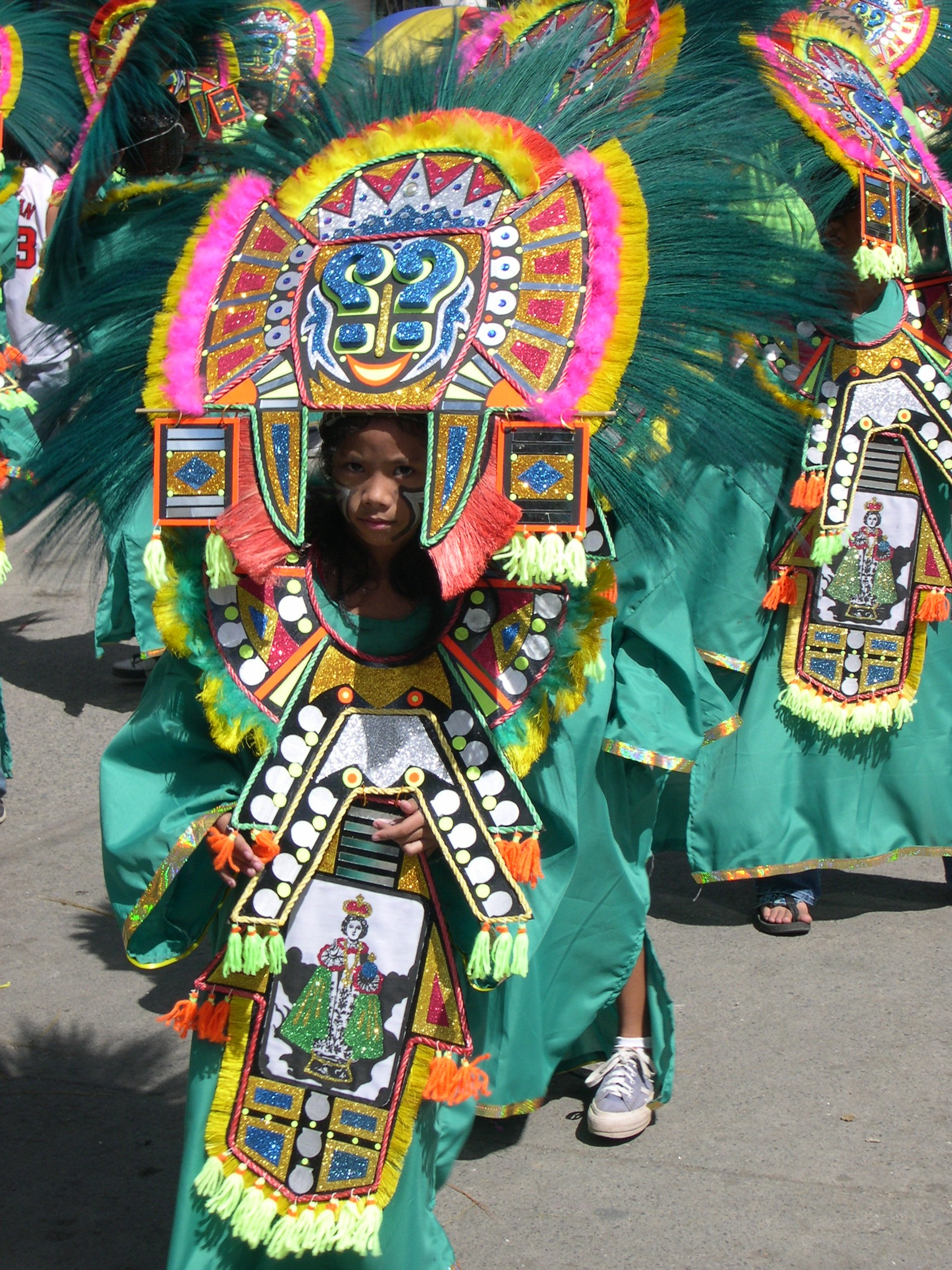
Het Ati-Atihan festival in 2007

Het Ati-Atihanfestival is een kleurrijk feest dat elk derde weekend van januari gevierd wordt in Kalibo, de hoofdstad van de Filipijnse provincie Aklan. Het feest wordt gehouden ter ere van Santo Niño en is een van de meest bekende festivals van het land.
Dit festival wordt wel beschouwd als de moeder van alle festivals van de Filipijnen. De deelnemers schilderen hun gezichten zwart met behulp van roet, om op de oorspronkelijke Negrito inwoners te lijken en dragen daarbij zeer kleurrijke kostuums. Op het ritme van de trommels verplaatst de stoet deelnemers zich door de stad. Onder het roepen van de kreet Hala Bira wordt steeds twee stappen vooruit en een stap terug gedaan.